# أحمد بن عبد الوهاب بن نجدة الحوطي
أحمد بن عبد الوهّأب بن نجدة الحوطي أحد رواة الحديث النبوي ، هو ، أبو عبد الله أحمد بن عبد الوهّأب بن نجدة الحوطى الشامي الجبلي نزيل مدينة جبلة (سوريا) ، سمع منه أبو القاسم الطبرانى بمدينة جبلة سنة 279 هـ ، سأل البرقانى عنه الدارقطني فقال : لا بأس ، توفي سنة 279 هـ بجبلة .
روى الحديث من أحمد بن خالد الوهبى وأحمد بن شبويه المروزى وإسحاق بن موسى الأنصاري وجنادة بن مروان الأزدي الحمصى وأبى اليمان الحكم بن نافع البهرانى وداود بن معاذ والعباس بن عثمان الدمشقي وعبد العزيز بن موسى اللاحونى ، ورى عنه أحمد بن شعيب النسائي في كتاب عمل يوم و ليلة وأحمد بن محمد بن إسحاق الأهوازى وأبو الحسن أحمد بن محمد بن يحيى العسكرى وأبو الحسن أحمد بن محمد الرشيدى وجعفر بن محمد بن سعيد العبدرى وجعفر بن محمد بن موسى النيسابوري.